# Филемон Янг
Филемон Юнджи Янг (на френски: Philémon Yunji Yang) е камерунски политик, министър-председател на страната от 30 юни 2009 до 4 януари 2019 година.

## Биография

### Ранен живот и образование
Филемон Янг е роден на 14 юни 1947 година в град Джикеджем-Оку, Камерун. След като завършва право в университета в Яунде, става прокурор в апелативния съд в град Буеа през 1975 година.

### Политическа кариера
По-късно е назначен за заместник-министър на териториалната администрация, а от 8 ноември 1979 година е министър на мините и енергетиката. От 23 октомври 1984 година е посланик на Камерун в Канада в продължение на 20 години, като през 1995 година – когато Камерун става член на Общността на нациите, длъжността му се променя на върховен комисар.